# The Biographical Dictionary of Women in Science
The Biographical Dictionary of Women in Science: Pioneering Lives from Ancient Times to the MidTwentieth Century est un dictionnaire biographique publié en 2000 sous la direction de Marilyn Ogilvie et Joy Harvey. Il regroupe 2 500 notices de femmes s'étant illustrées au cours des siècles dans le domaine des sciences.

## Contexte
Cet ouvrage s'inscrit dans un mouvement éditorial entamé après la Seconde Guerre mondiale, qui a vu, avec l'éclosion du mouvement des droits civiques, se multiplier les ouvrages sur « les contributions scientifiques des femmes, souvent faites contre vents et marées et malgré l'adversité ».

## Rédaction
L'ouvrage est rédigé par une équipe de quarante scientifiques et historiens, sous la direction de Marylin Ogilvie et Joy Harvey. Marylin Ogilvie avait publié auparavant Women in Science: Antiquity Through the Nineteenth Century.

## Contenu
L'ouvrage, en deux tomes (A-K p. 1-730) et (L-Z, p. 731-1499) regroupant 1 500 pages, contient environ 2 500 entrées biographiques de scientifiques ayant exercé dans les domaines de l'astronomie, de la biologie, de la chimie, des sciences de l'ingénieur, de la médecine, des mathématiques et de la psychologie. Il s'agit de femmes du monde entier, toutes nées avant 1910. Pour les plus contemporaines toutefois , l'ouvrage est reconnu par ses principales autrices comme présentant un biais de représentation en faveur des Américaines et des Britanniques. La longueur des notices n'est pas nécessairement proportionnelle à la valeur des sujets, celles portant sur des scientifiques pour lesquelles il existe des sources ou biographies faciles d'accès pouvant être restreintes. Les données de base et l'article biographique de chaque scientifique est complété d'une sélection bibliographique portant aussi sur leurs œuvres que celles écrites à leur sujet. L'ensemble est complété de listes thématiques permettant de naviguer par zones géographiques, par époques et par thèmes

## Réception
L'ouvrage est considéré comme un ouvrage de référence, le plus complet alors disponible sur le sujet. Pour David Gagestrom, de l'Association américaine des bibliothèques, il s'agit du « Gold standard » à l'aune duquel seront évaluées toutes les publications passées et futures en matière d'encyclopédies internationales des femmes scientifiques. 